# Eerste Kanaalsbrug
De Eerste Kanaalsbrug is een draaibrug in het centrum van de Friese hoofdstad Leeuwarden. De brug is een rijksmonument.
De brug is in 1895 gebouwd naar ontwerp van de directeur der gemeentewerken J.E.G. Noorderdorp in samenwerking met civiel ingenieur L. van Krimpen. De brug is gemaakt door de Koninklijke Nederlandsche Grofsmederij te Leiden. De brug is 23 meter lang en zes meter breed. Op de brug staan vier gietijzeren lantaarnpalen in eclectische stijl voorzien van leeuwenkoppen en het opschrift ANNO 1895. 
Op de zuidoosthoek van de Stadsgracht werd na het graven van het Nieuwe Kanaal in 1895 de 1e Kanaalsbrug geplaatst. De brug verbindt de Zuidergrachtswal met de Oostergrachtswal. 
In 1906 werd naar ontwerp van W.C.A. Hofkamp een brugwachterswoning (Kanaalweg 2) gebouwd. In 1920 kwam er een bedieningshuisje (Emmakade 172) op het zuidelijke landhoofd. De brug werd in 1983-'84 gerestaureerd. Sinds 2000 mogen er geen auto's meer gebruik maken van de brug. De draaibrug wordt met de hand bedient. In 2025 wordt begonnen met een opknapbeurt, waarbij een motor wordt aangebracht.

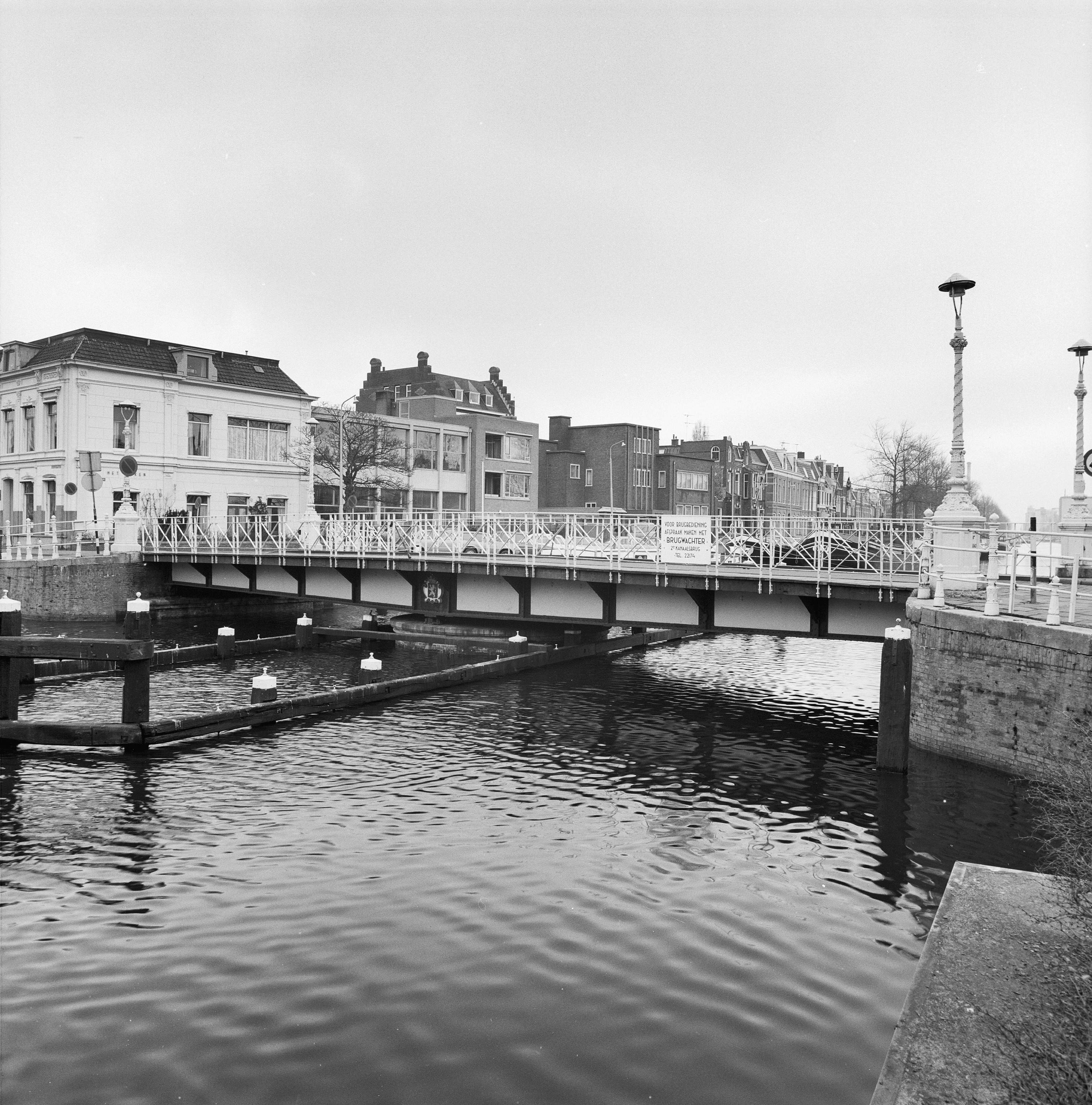
Westzijde 1e Kanaalsbrug (1979)
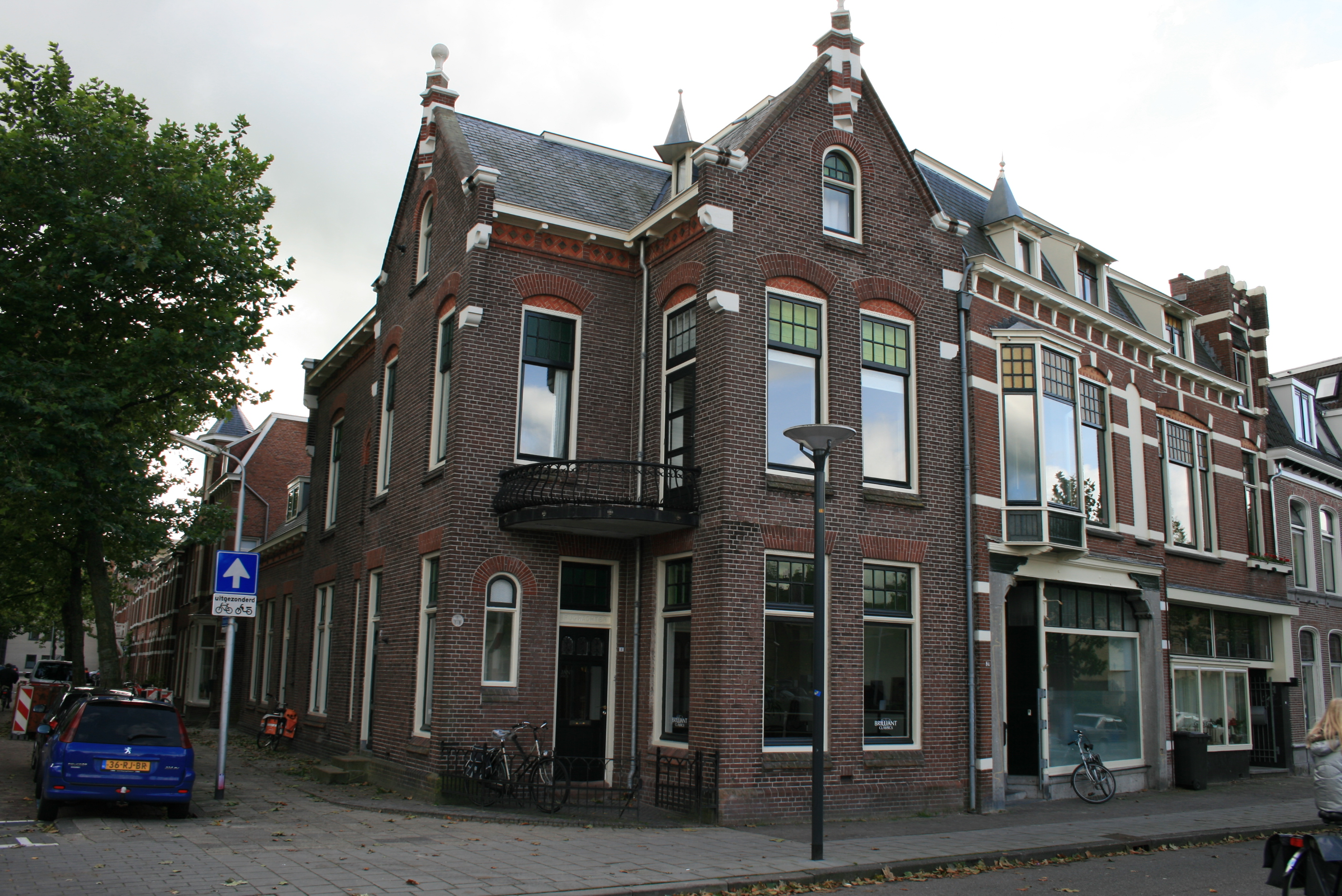
Brugwachterswoning Kanaalstraat 2